# Ichoca (gemeente)
Ichoca is een gemeente (municipio) in de Boliviaanse provincie Inquisivi in het departement La Paz. De gemeente telt naar schatting 8.281 inwoners (2018). De hoofdplaats is Ichoca.